# Troféu OhaYO!
O Troféu OhaYO! é um dos 4 prêmios especiais do Prêmio Yamato, considerado o Oscar da Dublagem Brasileira.
Este troféu foi dado para veículos da mídia (revistas, sites, comunidades no Orkut, fóruns ou qualquer veículo de divulgação) que deram destaque à dublagem no país. Na sua primeira edição, este prêmio especial foi aberto para votação do público e do júri, premiando a comunidade do Orkut “Eu Adoro Filmes Dublados”, que o dublador Christiano Torreão criou para contestar outra denominada “Eu Odeio Filmes Dublados”. A partir de 2007, ele passou a ser escolhido pela organização, assim como os demais homenageados.

## Palmarés
Fonte:UOL
- 2006 – Eu Adoro Filme Dublado (Comunidade do Orkut, criado por Christiano Torreão)
- 2007 – Fórum Dublanet (dublanet.com.br – Bruno Botafoguense)
- 2008 – Blog do Daniel Neto (danielneto.com.br/weblog/category/dublagem/)